# Skrzypowce
Skrzypowce (Equisetales) – rząd roślin naczyniowych z podklasy skrzypowych (w różnych ujęciach też klasy). W dawniejszych ujęciach systematycznych do rzędu tego klasyfikowano tylko zielne rośliny stawiane obok cechujących się przyrostem wtórnym i pokrojem drzewiastym kalamitowców Calamitales. Ponieważ jednak szereg dalszych cech różniących obie grupy (morfologia zarodników, obecność lub brak liści płonnych w kłosie zarodnionośnym i zrastanie się liści) przestał pozwalać na jednoznacznie rozdzielanie tych roślin – łączone są one współcześnie w jeden rząd. Wyróżnia się w jego obrębie cztery rodziny, spośród których tylko skrzypowate Equisetaceae mają współczesnych przedstawicieli. Do wymarłych należą: kalamitowate Calamitaceae (w tym prakalamity Archaeocalamites czasem wyodrębniane jako osobna rodzina Archaeocalamitaceae), Tchernoviaceae i Gondwanostachyaceae. Rośliny te występują na Ziemi od dewonu, przy czym odegrywały szczególną rolę w szacie roślinnej karbonu. 

## Morfologia
Rośliny różnych rozmiarów, od niewielkich roślin zielnych, po osiągające ok. 20 m wysokości wymarłe kalamity. Charakterystyczną cechą jest budowa pędu – podzielonego na wyraźne węzły i międzywęźla, z powierzchnią żebrowaną. Liście i odgałęzienia boczne wyrastają w okółkach. Liście pojedyncze lub zrastające się, cechują się pojedynczą i nierozgałęzioną wiązką przewodzącą. Organami podziemnymi są zwykle kłącza z wyrastającymi z nich korzeniami przybyszowymi. Liście zarodnionośne (sporangiofory) skupione w kłosy zarodnionośne. Liście te są na końcach zagięte w dół, przy czym u prakalamitów ich końce rozgałęzione są na cztery części na kształt krzyża, a u innych grup rozrośnięte w formie tarczki, z zarodniami znajdującymi się pod jej spodem. W obrębie kłosa zarodnionośnego znajdują się lub nie liście płonne. Zarodniki wyróżniają się obecnością elater.

## Systematyka
Pozycja systematyczna według PPG I (2016)
Rząd skrzypowców Equisetales reprezentuje podklasę skrzypowych z klasy paproci Polypodiopsida.
Podział
W systemie PPG I (2016) obejmujących jedynie współczesne taksony, należy tu tylko jedna rodzina – skrzypowatych Equisetaceae. 
Z uwzględnieniem rodzin wymarłych wyróżniano tu dawniej także kalamitowate Calamitaceae i prakalamitowate Asterocalamitaceae, a także fylotekowate Phyllothecaceae, schizoneurowate Schizoneuraceae.
W ujęciu z 2009 prakalamity włączane są do kalamitowatych, wyróżniane są natomiast następujące taksony:
- Calamitaceae – kalamitowate
- Equisetaceae – skrzypowate
- Tchernoviaceae
- Gondwanostachyaceae

Taksony kopalne o niejasnej pozycji taksonomicznej w obrębie rzędu (incertae sedis): Schizoneura, Neocalamites, Spaciinodum (analizy filogenetyczne wskazują na to, że kopalny rodzaj Spaciinodum powinien być włączony do Equisetaceae).
Alternatywnie, w węższym ujęciu, włączana jest tu tylko jedna rodzina skrzypowatych Equisetaceae i dwa rodzaje o niejasnej pozycji taksonomicznej: Annularia i Schizoneura (kalamity i prakalamity są w takim ujęciu stawiane obok skrzypowych w randze klasy, a rzędami siostrzanymi dla skrzypowców są: Echinostachyales, Gondwanostachyales i Sphenophyllales).